# Lineus fischeri
Lineus fischeri är en djurart som tillhör fylumet slemmaskar, och som beskrevs av Senz 1997. Lineus fischeri ingår i släktet Lineus och familjen Lineidae. Inga underarter finns listade i Catalogue of Life.